# Leanid Hejštar
Leanid Ryhoravič Hejštar (in bielorusso Леанід Рыгоравіч Гейштар?, in russo Леонид Григорьевич Гейштор?, Leonid Grigor'evič Gejštor; Homel', 15 ottobre 1936) è un ex canoista sovietico, dal 1991 bielorusso.

## Palmarès

### Olimpiadi
- 1 medaglia:
  - 1 oro (Roma 1960 nel C2 1000 metri)

### Mondiali
- 1 medaglia:
  - 1 oro (Jajce 1963 nel C2 10000 metri)